# Duarte Gomes Solis
Duarte Gomes Solis (Lisboa, 1562? - Madrid, 1632) foi um comerciante português.

## Biografia
Atuou no comércio em Cochim, depois de ter chegado ao Estado Português da Índia por volta de 1585. Foi feitor do contrato da canela, mas foi desterrado em 1592, acusado de ligar prata.
Em 1621 passou a residir em Madrid, sendo autor de duas obras em castelhano:
- "Discursos sobre los Comercios de las Indias" (1622); e
- "Alegación en Favor de la Compañía de la India Oriental y Comercios ultramarinos que de Nuevo se Instituyó en el Reyno de Portugal" (1628).

Na primeira, refere os aspectos da decadência portuguesa e peninsular — declínio da população, da agricultura e da produção em geral. Na segunda manifesta apoio à concretizaçâo da primeira Companhia Portuguesa da Índia Oriental, à imagem do que se passava nos Países Baixos e na Inglaterra.
É autor ainda da obra "Armadas da Carreira da Índia de 1560 a 1590" (Madrid, 1622).
Foi feito fidalgo da Casa Real.